# Louisburg (Kansas)
Louisburg é uma cidade localizada no estado americano de Kansas, no Condado de Miami.

## Demografia
Segundo o censo americano de 2000, a sua população era de 2576 habitantes.
Em 2006, foi estimada uma população de 3598, um aumento de 1022 (39.7%).

## Geografia
De acordo com o United States Census Bureau tem uma área de
8,8 km², dos quais 8,6 km² cobertos por terra e 0,2 km² cobertos por água.

## Localidades na vizinhança
O diagrama seguinte representa as localidades num raio de 20 km ao redor de Louisburg.